# Slänggungan, Liseberg
Slänggungan är en åkattraktion av typen Kättingflygare på nöjesfältet Liseberg i Göteborg. Attraktionen uppfördes år 1989 på Lisebergs barnområde, vid tidpunkten kallad Liseberg Cirkus, och byggdes av den tyska tillverkaren Zierer Karusell und Fahrzeugbau GmbH. Inför säsongen 2006 placerades Slänggungan framför restaurang Tyrolen där den stod fram till mitten av säsongen 2017 då den monterades ner. Anledningen till nedmonteringen var att göra plats för berg- och dalbanan Valkyria som har premiär under sommaren 2018. Slänggungan monterades upp igen under 2018, denna gång på platsen söder om restaurang Tyrolen.

## Åkturen
De åkande placeras i stolar som hänger ner från kedjor under attraktionens översta del. I detta läge är attraktionen 10,9 meter hög. När åkturen startar börjar den övre delen av attraktionen att rotera samtidigt som den höjs uppåt genom att mittsektionen fälls upp teleskopiskt. I sitt högsta läge är attraktionen 13,3 meter hög, och stolarna hänger utåt på grund av centripetalaccelerationen in mot attraktionens centrum. Som snabbast roterar attraktionen 11 varv per minut. Under åkturen påverkas man av en kraft på upp till ca 2g. De tidigare versionerna av Slänggungan hade plats för totalt 48 åkande samtidigt. Den nya Slänggungan som kom 2018 har 56 säten, fördelade på 40 enkelsäten och 8 dubbelsäten.

## Bilder

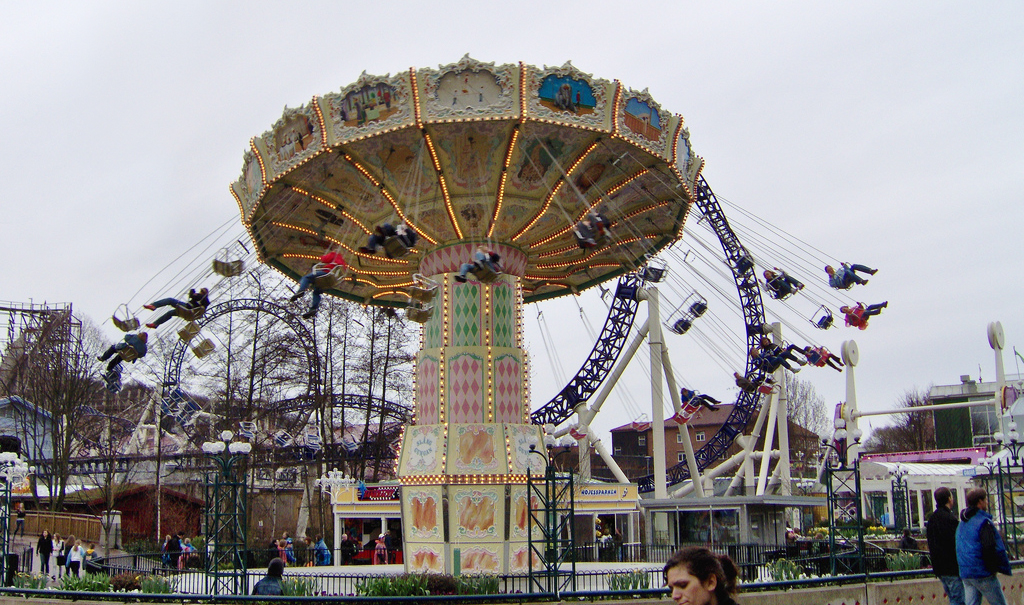
April 2006
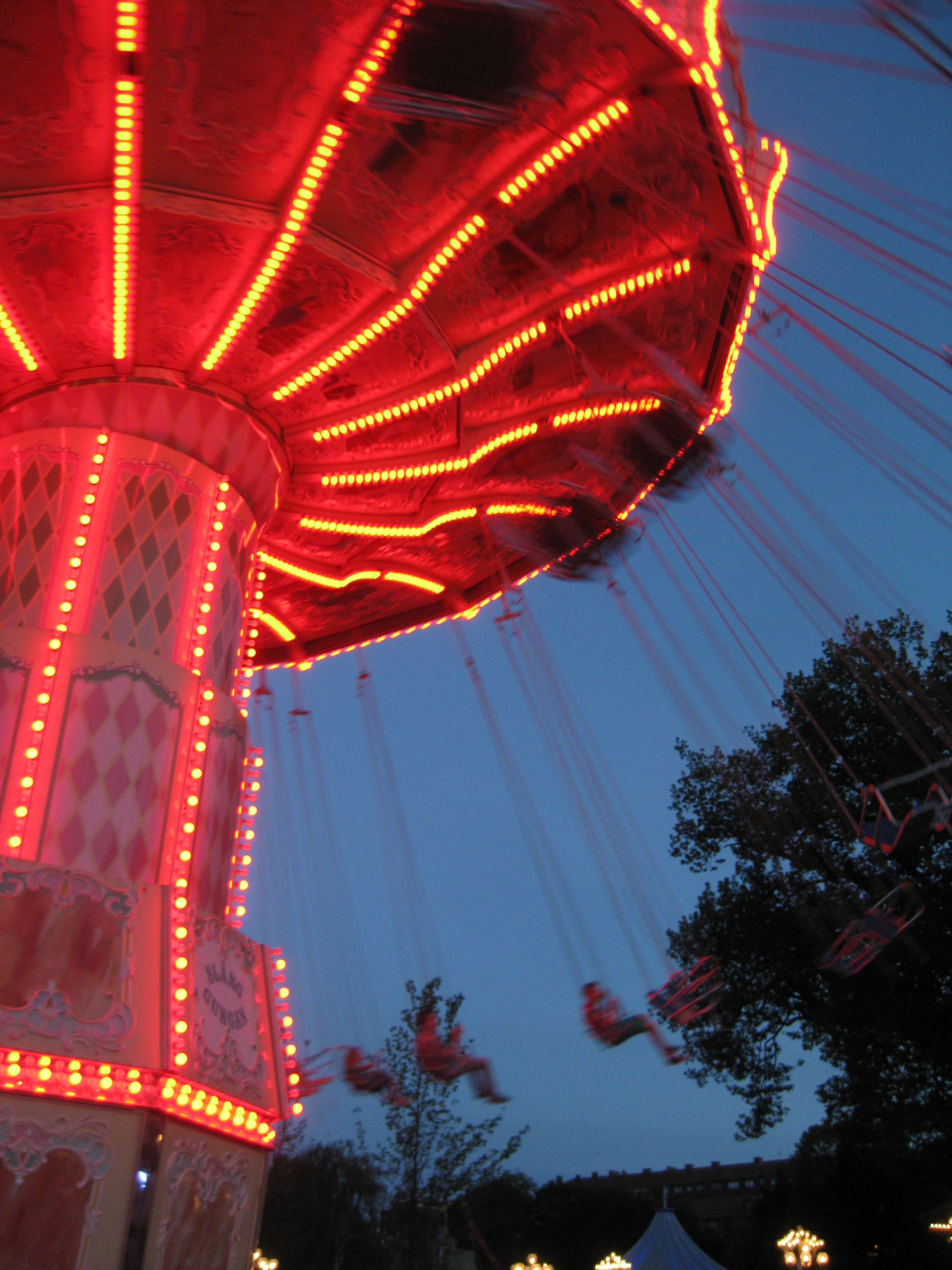
Juni 2012
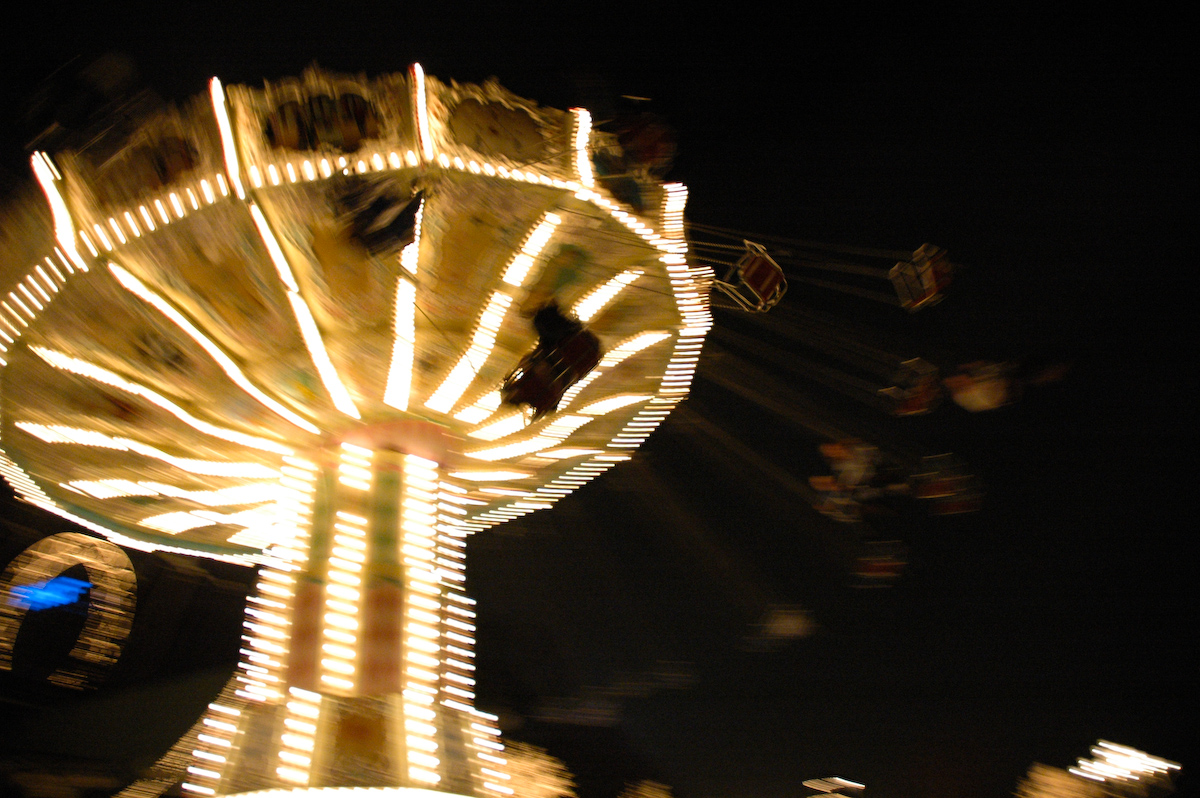
December 2006
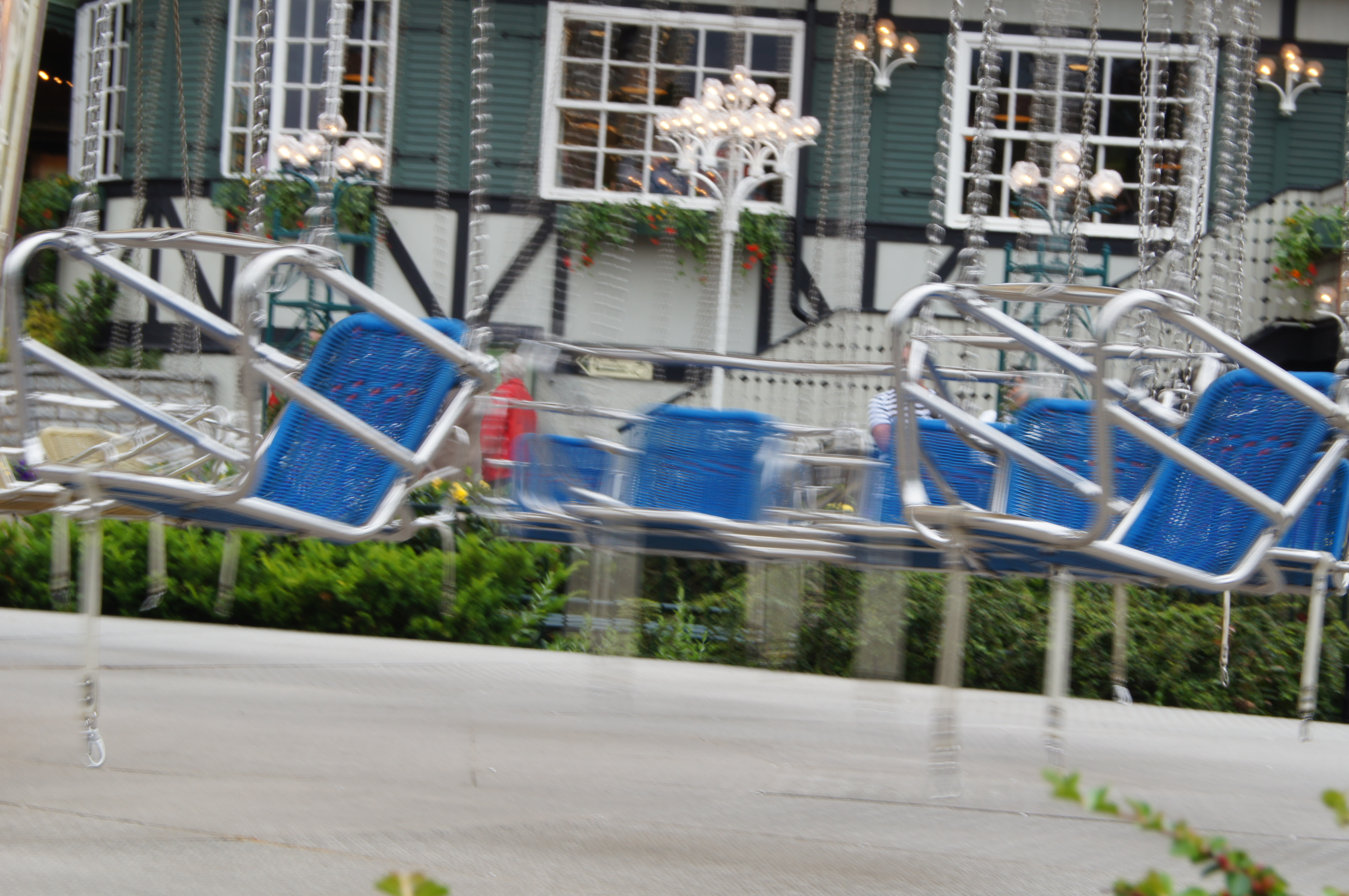
Juni 2011
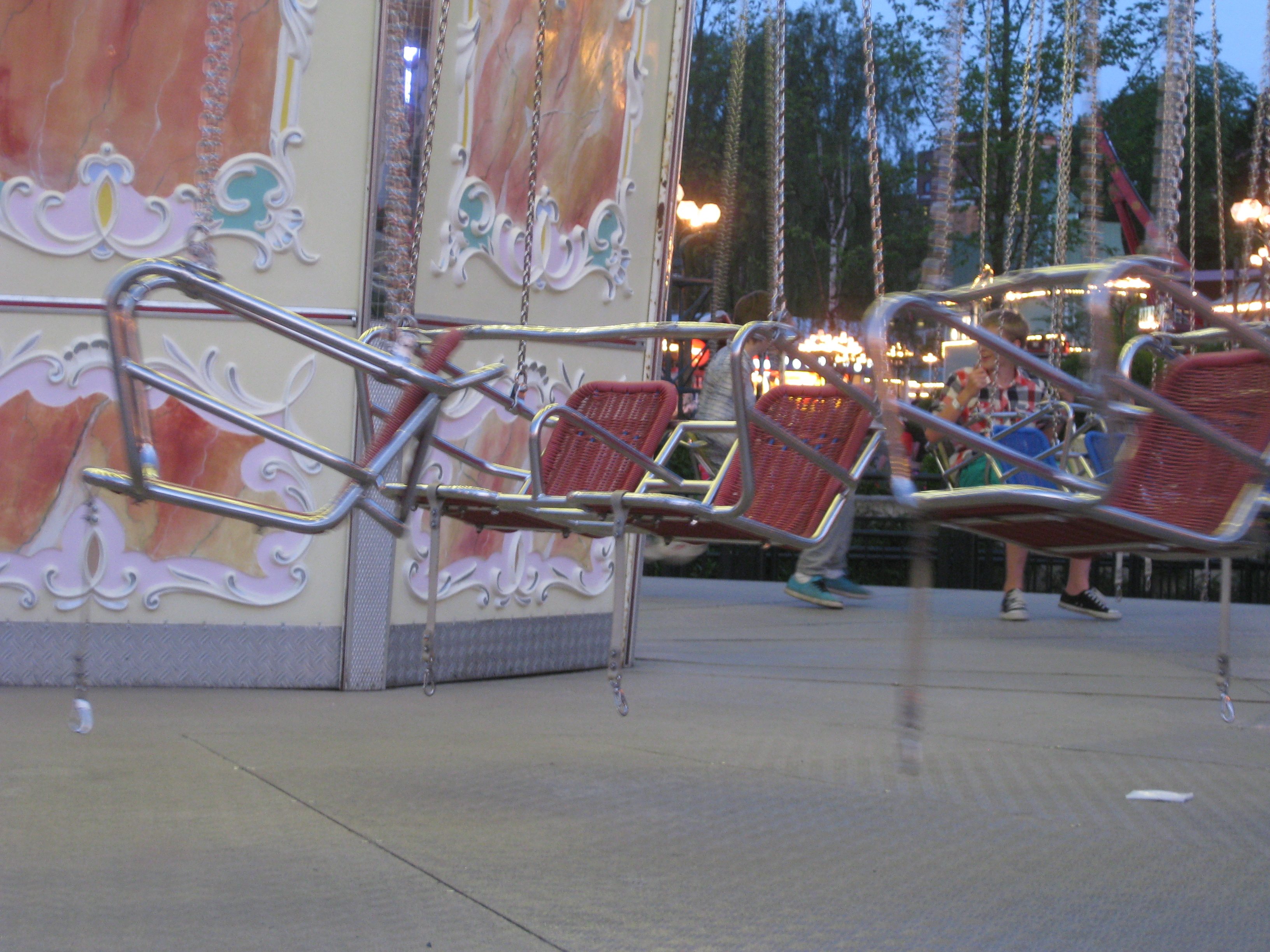
Attraktionen har även några "dubbelstolar" med plats för två åkande.
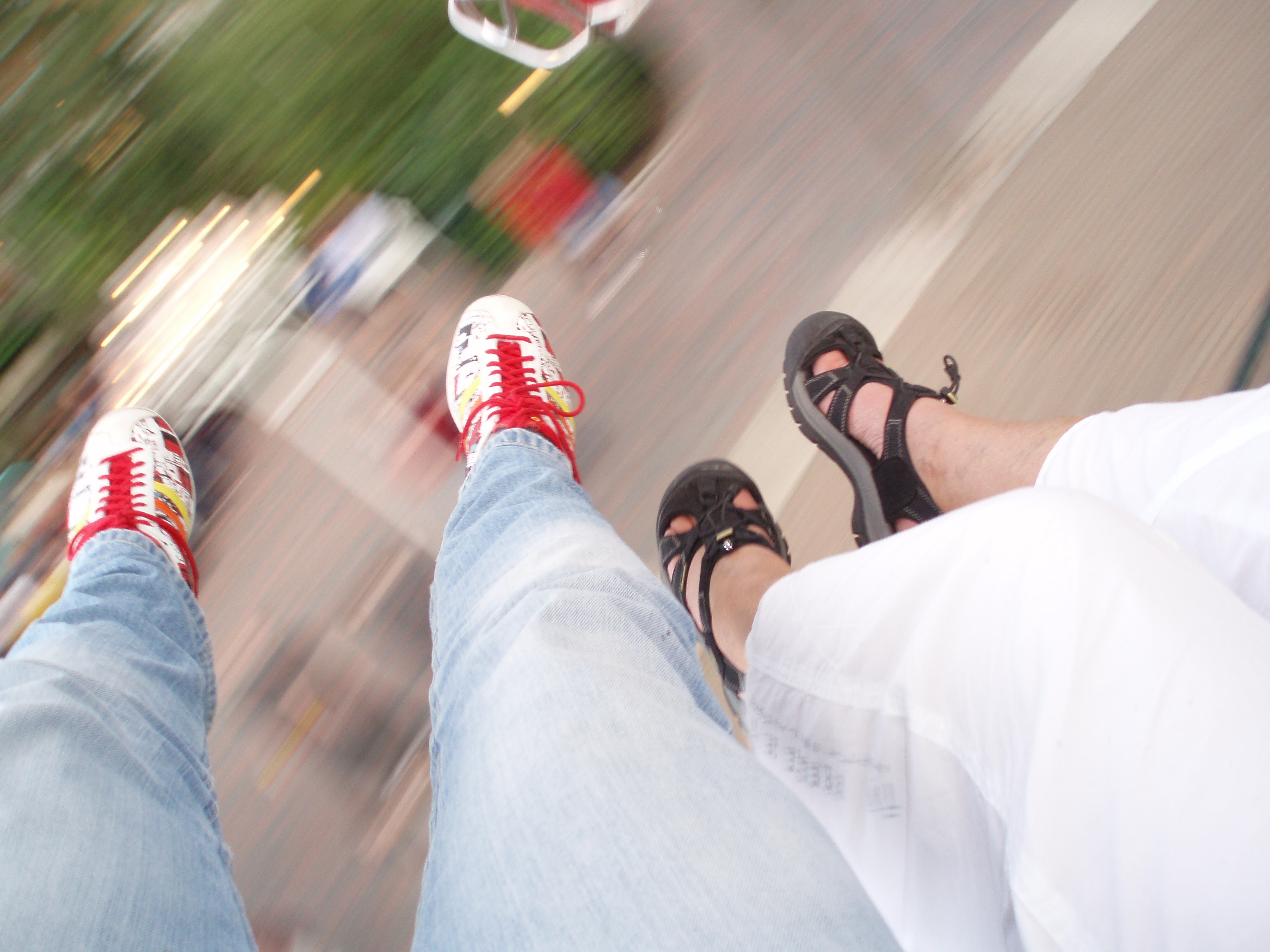
Vy från en av dubbelstolarna i augusti 2006.
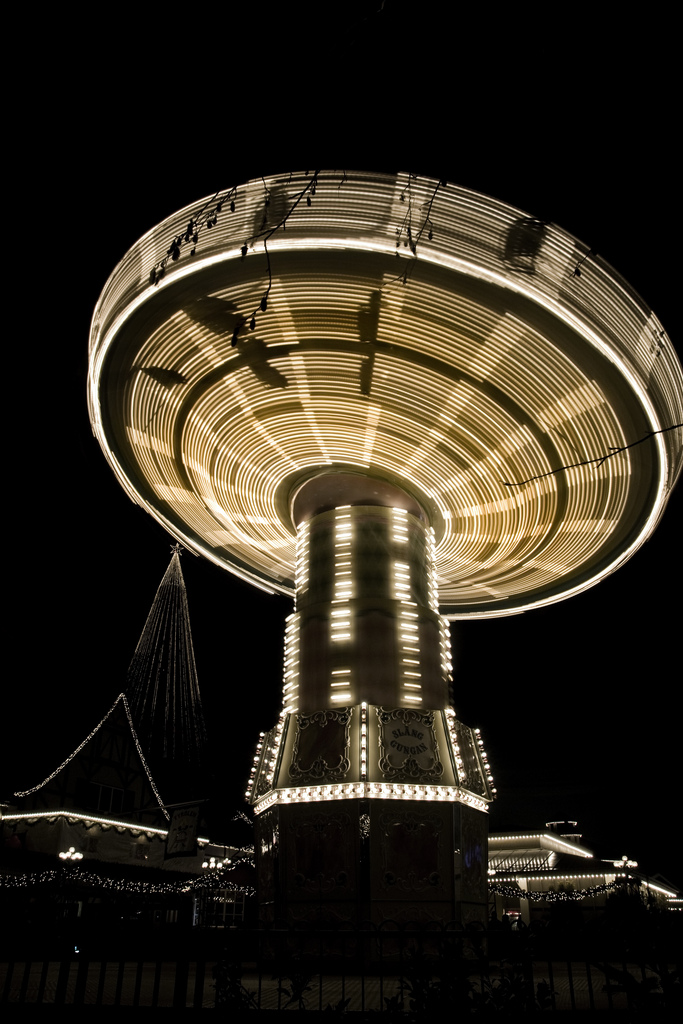
December 2009
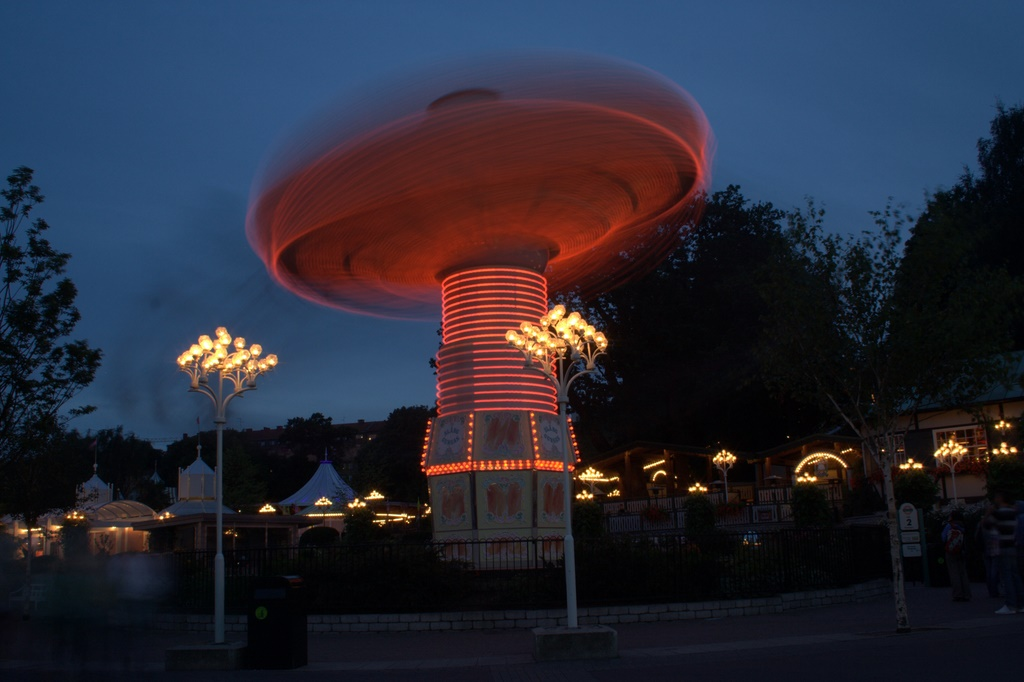
Sommaren 2007
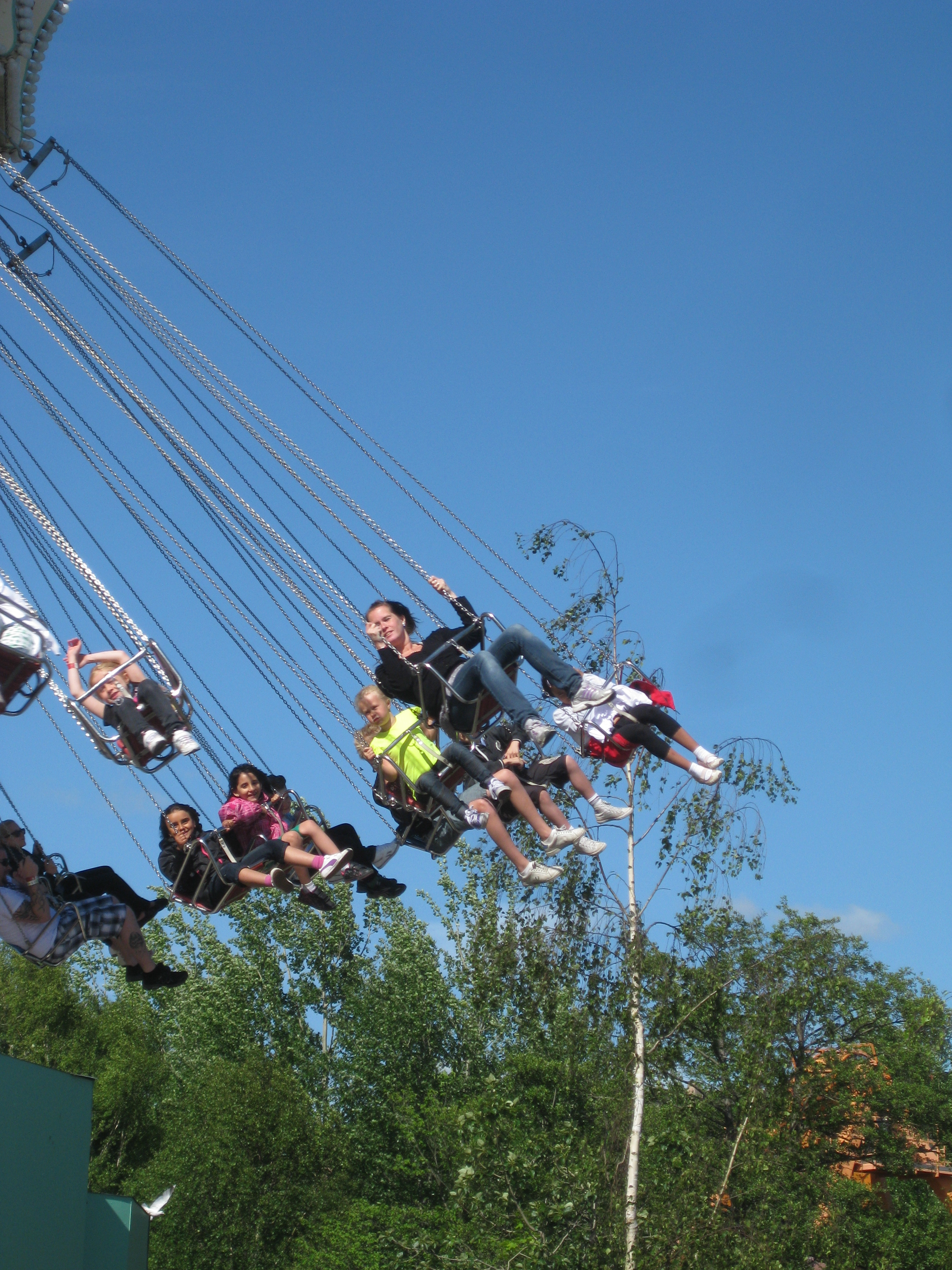
Juni 2012
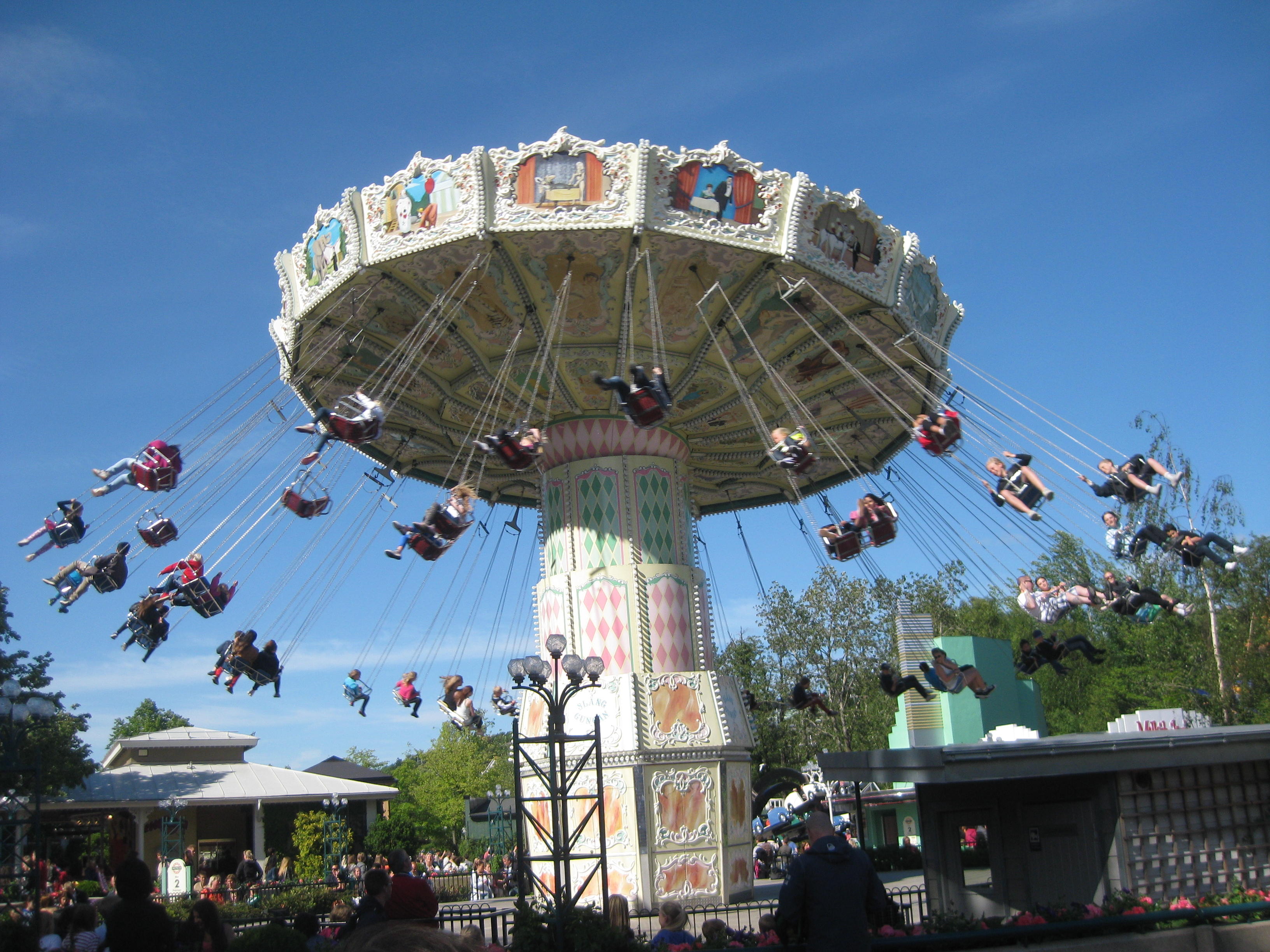
Juni 2012